# Centrophthalmus elegans
Espèce
Centrophthalmus elegans est une espèce de coléoptères de la famille des Staphylinidae, de la super-tribu des Pselaphitae, de la tribu des Tyrini et de la sous-tribu des Centrophthalmina. Elle a une répartition paléarctique. Achille Raffray l'a décrite d'Inde septentrionale.